# 李爾·曲克
李爾·曲克（英語：Lee Cook，1982年8月3日—）英格蘭足球運動員，司職中場。

## 足球生涯
曲克於1982年8月3日於倫敦哈默史密斯出生，直到現時仍然在此居住。他在修咸頓展開其職業足球生涯，少年時期曾效力非聯賽球會艾爾斯伯里聯，上陣19場攻入2球。1999年，由於他在試腳期間表現出色，曲克得到屈福特一紙合約。艾爾斯貝利曾對此轉會提出訴訟，但失敗而回。
曲克於2001年4月14日對甘士比一戰首次後備上陣。為屈福特效力的第四場，他膝部受傷，使他未能落場直至2001/02年球季季尾。曲克在2002/03年球季被長期外借，2002年10月借用加盟約克城一個月，在10月尾再延長一個月。在約克城，他上陣7場並在聯賽對艾斯特城和LDV小型貨車盃（LDV Vans Trophy）對林肯城時取得2個入球。他於2002年12月被借到昆士柏流浪。2003年3月，昆士柏流浪主帥伊恩·荷路威要求永久簽下曲克，但被屈福特拒絕，曲克因而重返屈福特。他在洛夫特斯路球場正選上陣13場。曲克在2003/04年球季得到最多上陣機會，共上陣45場。
曲克後來承認自己一直是昆士柏流浪的球迷，並在2004年7月和屈福特的合約完結後加盟他們。但由於曲克轉會時還未滿24歲，而兩支球會未能就相關費用達成協議，法院最後判決由昆士柏流浪一方向屈福特賠償12.5萬英鎊。他在屈福特5年來，共上陣64場，攻入7球。
曲克在昆士柏流浪的處子戰是在2004年8月9日於維卡拉格路體育場迎戰其舊東家屈福特，於下半場入替。曲克差劣的表現，為球隊帶來0:3的敗仗以及受到屈福特球迷的噓聲。2005年8月因在對侯城時拉傷膝蓋舊患而需養傷六週。
曲克在2006/07年球季成為昆士柏流浪的重心球員，他助球隊護級成功，並和前鋒布力斯托（Dexter Blackstock）非常合拍。
2007年6月，昆士柏流浪拒絕了富咸對曲克的報價，但最終他還是在2007年7月19日以250萬鎊轉會，簽約四年。曲克回饋25萬鎊予昆士柏流浪作為告別禮物。2007/08年球季，他在2008年1月被外借至查爾頓直至季尾。2008/09年球季，他於2008年7月以借用身份重返昆士柏流浪，後者有權買斷。富咸領隊鶴臣於12月5日證實曲克以85萬鎊，及後可加至120萬鎊轉會費返回昆士柏流浪。2009年1月8日完成轉會，簽約3年，而會方並沒有透露最終轉會費。
2009年夏季曲克接受膝蓋手術治理傷患，但復康進度未如理想，直到2010年夏季再要接受8星期復康治療以增強膝蓋的強度，因而缺席季初賽事，最終在昆士柏流浪贏得英冠錦標的球季僅在英格蘭足總盃上陣1場。升班英超後曲克亦僅於季初在英格蘭聯賽盃爆冷門主場以0-2負於羅奇代爾上陣1場。於2011年11月24日獲外借至英甲球會奧連特，初步為期1個，期間上陣4仗，在12月21日獲延長借用多1個，於合共上陣10場及取得1個入球後結束借用返回昆士柏流浪。2012年3月19日曲克再被借用到另一支英甲球隊查爾頓直到球季結束。
2012年8月19日曲克免轉會加盟英甲球會奧連特，簽約五個月。

## 個人
曲克是奧運拳擊金牌得主占士·迪基奧的表兄弟。

## 外部連結
- 足球数据库：李爾·曲克的球员统计数据
- 李爾·曲克個人資料 （页面存档备份，存于） 於qpr.co.uk
- 李爾·曲克官網